# Jiangxi International Women's Tennis Open 2017
Jiangxi International Women's Tennis Open 2017 — професійний тенісний турнір, що проходив на кортах з твердим покриттям. Це був 4-й за ліком турнір. Належав до категорії International у рамках Туру WTA 2017. Відбувся в Наньчані (Китай). Тривав з 24 до 30 липня 2017 року.

## Очки і призові

### Нарахування очок
| Дисципліна       | П   | Ф   | ПФ  | ЧФ | 1/8 | 1/16 | Q   | Q2  | Q1  |
| Одиночний розряд | 280 | 180 | 110 | 60 | 30  | 1    | 18  | 12  | 1   |
| Парний розряд    | 280 | 180 | 110 | 60 | 1   | Н/Д  | Н/Д | Н/Д | Н/Д |

### Призові гроші
| Дисципліна       | П       | Ф       | ПФ      | ЧФ     | 1/8    | 1/16   | Q2     | Q1   |
| Одиночний розряд | $43,000 | $21,400 | $11,500 | $6,175 | $3,400 | $2,100 | $1,020 | $600 |
| Парний розряд    | $12,300 | $6,400  | $3,435  | $1,820 | $960   | Н/Д    | Н/Д    | Н/Д  |

## Учасниці основної сітки в одиночному розряді

### Сіяні учасниці
| Країна | Гравчиня          | Рейтинг1 | Сіяна |
| ------ | ----------------- | -------- | ----- |
| КНР    | Ч Шуай            | 28       | 1     |
| КНР    | Пен Шуай          | 30       | 2     |
| Чехія  | Крістина Плішкова | 41       | 3     |
| КНР    | Ван Цян           | 51       | 4     |
| КНР    | Дуань Інін        | 63       | 5     |
| Сербія | Єлена Янкович     | 70       | 6     |
| КНР    | Чжен Сайсай       | 71       | 7     |
| Японія | Одзакі Ріса       | 77       | 8     |

- Рейтинг подано станом на 17 липня 2017

### Інші учасниці
Нижче наведено учасниць, які отримали вайлдкард на участь в основній сітці:
- Ван Яфань
- Чжен Сайсай
- Чжен Ушуан

Нижче наведено гравчинь, які пробились в основну сітку через стадію кваліфікації:
- Гаррієт Дарт
- Ері Нодзумі
- Кан Цзяці
- Лу Цзінцзін
- Сюнь Фан'їн
- Ю Сяоді

Як щасливий лузер в основну сітку потрапили такі гравчині:
- Пеангтарн Пліпич

### Відмовились від участі
До початку турніру
- Ана Богдан →її замінила  Пеангтарн Пліпич
- Крістіна Кучова →її замінила  Алла Кудрявцева

### Знялись
- Тереза Мартінцова
- Крістина Плішкова

## Учасниці основної сітки в парному розряді

### Сіяні пари
| Країна | Гравчиня        | Країна            | Гравчиня                 | Рейтинг1 | Сіяна |
| ------ | --------------- | ----------------- | ------------------------ | -------- | ----- |
| Японія | Нао Хібіно      | Японія            | Мію Като                 | 82       | 1     |
| Японія | Аояма Сюко      | Китайський Тайбей | Чжан Кайчжень            | 149      | 2     |
| Японія | Ніномія Макото  | Японія            | Котомі Такахата          | 169      | 3     |
| Росія  | Алла Кудрявцева | Австралія         | Родіонова Аріна Іванівна | 182      | 4     |

- Рейтинг подано станом на 17 липня 2017

### Інші учасниці
Нижче наведено пари, які отримали вайлдкард на участь в основній сітці:
- Сунь Сюйлю /  Чжен Ушуан

## Переможниці та фіналістки

### Одиночний розряд
- Пен Шуай  —  Нао Хібіно, 6–3, 6–2

### Парний розряд
- Цзян Сіньюй /  Тан Цяньхуей —  Алла Кудрявцева /  Родіонова Аріна Іванівна, 6–3, 6–2